# Nippobodes yuwanensis
Nippobodes yuwanensis är en kvalsterart som beskrevs av Aoki 1984. Nippobodes yuwanensis ingår i släktet Nippobodes och familjen Nippobodidae. Inga underarter finns listade i Catalogue of Life.